# Vesikko
Vesikko je ena izmed podmornic Finske vojne mornarice v drugi svetovni vojni.

## Lastnosti
- Dolžina: 40,9 m
- Širina: 4,1 m
- Višina: 4,2 m
- Izpodriv: 250t
- Hitrost na površini: 13 vozlov (24 km/h)
- Hitrost pod gladino: 8 vozlov (15 km/h)
- Doseg: 1500 milj (2,400 km) pri 10 vozlih (19 km/h), pod gladino 50 milj (80 km) pri 4 vozlih (7 km/h)
- Posadka:20
- Delovna globina: 100 m
- Oborožitev: pet 535mm torpedov, en 20mm protiletalski top in ena 12,7mm protiletalska strojnica
- Pogon dieselski motor: 2 MWM dieselska motorja s 700KM (520 kW)
- Pogon elektromotor: 2 Siemensova elektromotorja s 360KM (270 kW)
- Mikrofonski sistem: Atlas Werke 2x6  mikrofonska naprava

## Vir
- Sukellusvene Vesikko. Sotamuseo, Helsinki 1999. ISBN 951-25-1034-0, ISSN 1239-551X (v finščini in angleščini)